# Neomaso antarcticus
Neomaso antarcticus är en spindelart som först beskrevs av Hickman 1939.  Neomaso antarcticus ingår i släktet Neomaso och familjen täckvävarspindlar. Inga underarter finns listade i Catalogue of Life.